# Резня в Пиндиншане
Резня в Пиндиншане — массовое убийство мирного населения солдатами Императорской армии Японии, которое произошло 16 сентября 1932 года.
15 сентября 1932 года отряд антияпонских повстанцев «Красное копьё», проходя через деревню Пиндиншань, совершил нападение на расквартированный гарнизон японских солдат. На следующий день японцы бросились в погоню за повстанцами, но поскольку найти никого не смогли (повстанцев укрыли жители деревни), то солдаты приняли решение казнить всех жителей деревни, которые хотя бы гипотетически могли состоять в отряде «Красное копьё». 3200 мирных граждан были заколоты штыками и расстреляны из пулемётов. Свыше 800 домов были сожжены дотла. После учиненной расправы японцы взорвали местность.